# Liptovské Revúce
Liptovské Revúce (hongrois : Háromrevuca) est un village de Slovaquie situé dans la région de Žilina.

## Histoire
La première mention écrite du village date de 1233.

## Démographie

### Évolution de la population
| Année:               | 1994. | 2004.   | 2014.   | 2024.   |
| -------------------- | ----- | ------- | ------- | ------- |
| Nombre de personnes: | 1790  | 1686    | 1571    | 1442    |
| Différence:          |       | -5,81 % | -6,82 % | -8,21 % |

| Année:               | 2023. | 2024.   |
| -------------------- | ----- | ------- |
| Nombre de personnes: | 1463  | 1442    |
| Différence:          |       | -1,43 % |